# Irmãos Campana
Os irmãos Campana são uma dupla de designers brasileiros formada por Humberto Piva Campana (Rio Claro, 17 de março de 1953) e Fernando Piva Campana (Brotas, 19 de maio de 1961 — São Paulo, 16 de novembro de 2022), reconhecidos internacionalmente por seus trabalhos de Design-Arte, cuja temática discute elementos do cotidiano ou simplesmente produtos sem nenhum valor comercial ou simbólico, que são transformados em peças de caráter artísticos, com uma linguagem única e de uso possível.
Os Campana são uns dos poucos profissionais brasileiros com peças no acervo do MoMA, em Nova Iorque.

## Biografia
Nascidos de um pai engenheiro agrônomo e de uma mãe professora primária, os irmãos Campana passaram toda sua infância em Brotas, no interior paulista. Desde cedo, os irmãos mostraram aptidão com trabalhos manuais, pois criavam seus próprios brinquedos e até mesmo casas na árvore.

### Início da carreira como designers
Humberto Campana ingressou na Faculdade de Direito do Largo São Francisco em 1972, e concluiu seu bacharelado em 1977. Após um tempo trabalhando em um escritório de advocacia, Humberto tomou a decisão de largar tudo e se mudou para Ilhéus, na Bahia. Lá, aprendeu a fazer molduras de mosaicos e espelhos com conchas e terracota, e continuou praticando o artesanato até retornar a São Paulo em 1979. Após seu retorno, Humberto começou a frequentar cursos livres de escultura e metal em argila na Fundação Armando Alvares Penteado, e de joalheria, com o joalheiro Rodrigo Camargo.
Já Fernando Campana ingressou no curso de arquitetura da Faculdade de Belas Artes de São Paulo, no final da década de 1970. Após concluir a sua graduação, Fernando começa a se aprofundar nas artes plásticas, com que já tinha contato dentro da faculdade. Também começa a frequentar o curso de formação de monitores da Bienal de São Paulo, vivenciando a montagem da exposição internacional.
O primeiro trabalho dos irmãos se deu com Humberto chamando Fernando para ajudá-lo a fazer algumas entregas de pedidos de natal. A partir daí, os irmãos começaram a trabalhar juntos, na Campana Objetos de Arte, uma oficina de artesanato.

## Obras e exposições

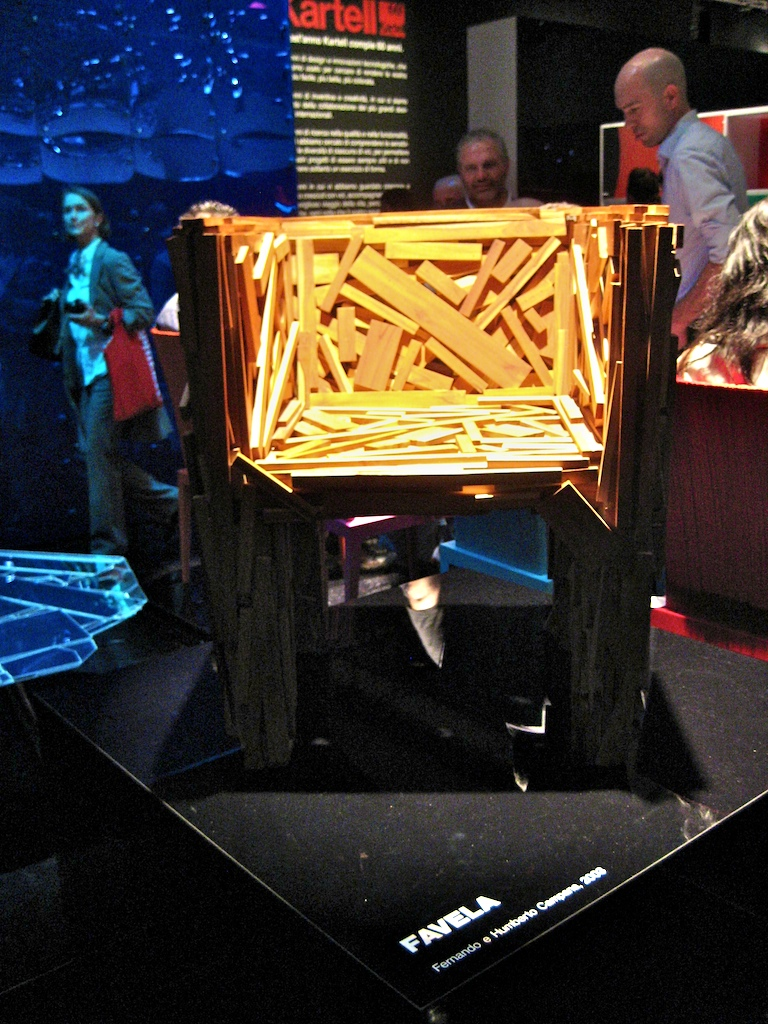
Exemplar da poltrona Favela, produzida pela Edra, na Feira de Móveis de Milão

As obras dos irmãos Campana podem ser caracterizadas por possuírem um viés de sustentabilidade, reutilizando diversos materiais e objetos descartados em sua composição, como plástico, borracha, cordas, tijolos, bichos de pelúcia, entre outros. Ao dar um novo uso a esses materiais, eles acabam ressignificando esses objetos.

#### Desconfortáveis
A primeira coleção de móveis dos irmãos foi apresentada em 1989, em uma exposição organizada pela empresa A Arquitetura da Luz, em São Paulo. A exposição, que foi nomeada de Desconfortáveis, fazendo alusão à falta de preocupação funcional e ergonômica dos objetos, trazia as cadeiras Positivo, Negativo, Hate1 e Hate2. A exposição propunha uma oposição ao funcionalismo, tendência na época devido à influência da Bauhaus. Em 1993, a revista italiana Domus publicou uma matéria falando sobre a exposição, propulsionando os irmãos internacionalmente.

#### Poltrona Favela

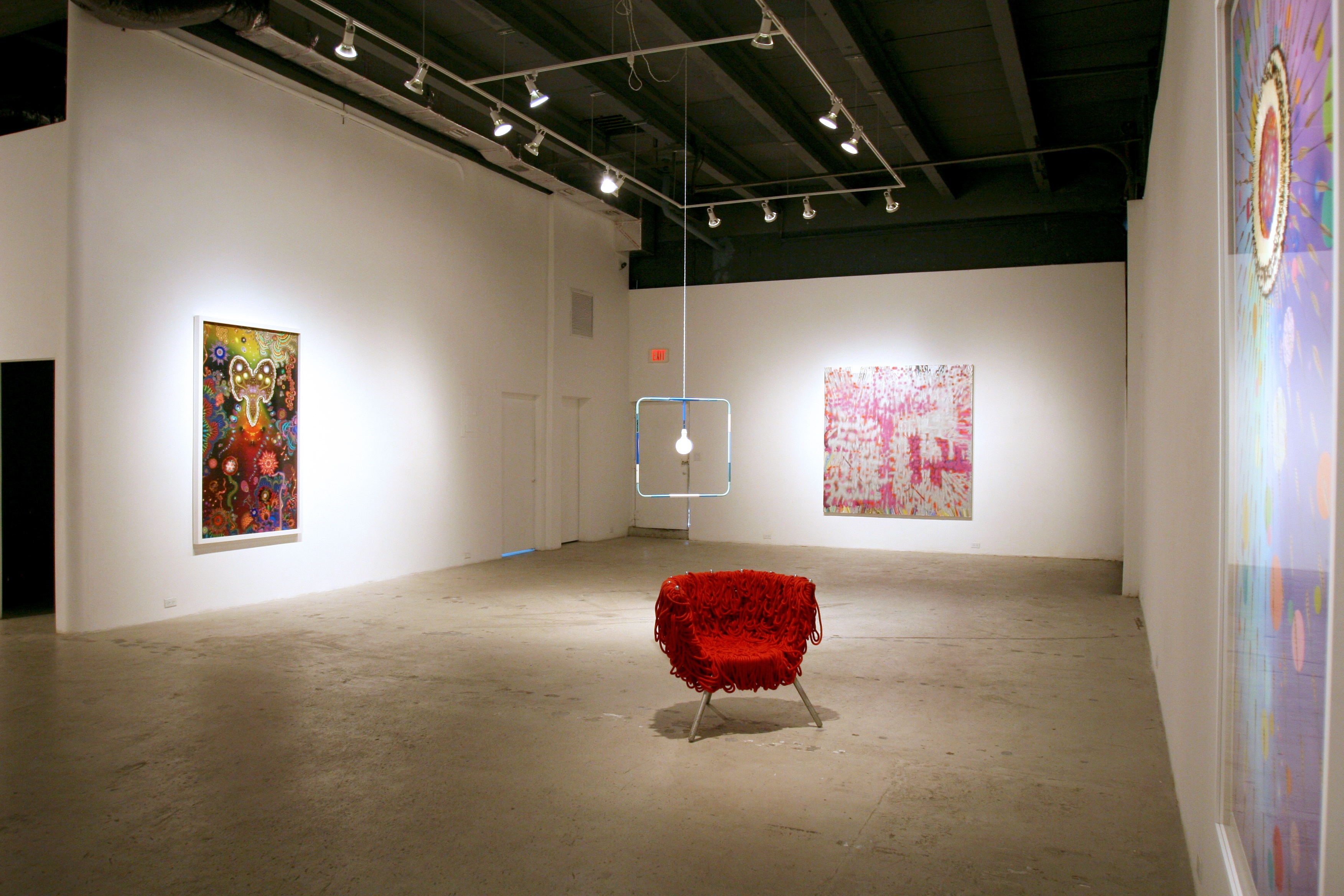
Um dos exemplares da Cadeira Vermelha, na David Castillo Gallery

A poltrona Favela foi construída originalmente em 1991, em dois exemplares, tendo sua produção assumida pela Edra em 2003. A poltrona busca imitar as técnicas e métodos utilizados nas construções de habitantes de baixa renda. Os exemplares originais foram feitos utilizando peças de madeira descartada, coladas numa estrutura metálica.

#### Cadeira Vermelha
Em 1998 os irmãos Campana realizariam uma exposição retrospectiva no MoMa, trazendo com eles a Cadeira Vermelha, obra que se tornaria uma das mais importantes e famosas dos irmãos, e que os ajudou a deslanchar como designers. Fazendo parte de um trio de cadeiras, a coleção surgiu do desejo dos irmãos de criar cadeiras confortáveis. Apesar do sucesso da Cadeira Vermelha, poucos exemplares foram comercializados.

## Foco no design
Em 1999, os irmãos passaram a dar mais atenção às características de design das peças, preocupando-se com a funcionalidade, ergonomia e produção em escala industrial, a fim de baratear os produtos. Apesar dessa mudança de fase, as obras mantêm seu estilo de arte conceitual, que é uma marca da dupla.
Essa mudança de fase trouxe também a entrada dos irmãos no mundo da moda, fazendo uma parceria com a marca Melissa, para o lançamento de uma marca de sandálias. Também houve colaborações com a Lacoste, Louis Vuitton e com a São Paulo Fashion Week de 2013, onde ficaram encarregados da decoração.

## Instituto Campana
Em 2009, os irmãos fundaram o Instituto Campana, que tem como objetivo manter e divulgar o patrimônio histórico da dupla, assegurar a conservação e sobrevivência de técnicas artesanais brasileiras e mundiais, e o desenvolvimento da inclusão e da educação como meio de melhorar a vida das pessoas, por meio de programas educativos de arte e design, palestras e exposições.
Com esses objetivos em mente, o instituto já realizou diversas parcerias com empresas e outras instituições, entre elas o Projeto Arrastão, onde foram realizados workshops para confecção de artesanatos utilizando calças jeans.

## Prêmios da Dupla
- 1992 - Prêmio Aquisição, Museu de Arte Brasileira FAAP (Fundação Armando Alvares Penteado) São Paulo. Biombo Cerca.
- 1996 - Primeiro Prêmio Categoria Design (1º lugar) XXI Salão de Arte de Ribeirão Preto, SP. Cadeira de Papelão.
- 1997 - Primeiro Prêmio Categoria Móveis Residenciais (1º lugar) ABIMÓVEL (Associação Brasileira de Industria de Móveis) São Paulo. Mesa Inflável.
- 1998 - Segundo Prêmio Categoria Móveis Residênciais (2º lugar) Museu da Casa Brasileira, São Paulo. Estante Labirinto.
- 1999 - Prêmio George Nelson Design Award, Revista Interiors, EUA.
- 2001 - Prêmio Especial, Museu da Casa Brasileira, São Paulo, Brasil, Harley Stern coleção de jóias.
- 2005 - Le Prix du Nombre d'Or, Salon du Meuble de Paris, França para Fernando e Humberto Campana.
- 2005 - Primeiro lugar na cDim award da Feira Internacional de Móveis de Valencia pela cadeira Corallo.